# Chiesa di San Giovanni Maria Vianney
La chiesa di San Giovanni Maria Vianney è un luogo di culto cattolico di Roma situato nella zona Borghesiana, in largo Monreale.

## Storia
Fu costruita negli anni ottanta, al posto di una precedente chiesa prefabbricata edificata nel 1952, e consacrata solennemente dal cardinale Ugo Poletti il 4 novembre 1990; è dedicata a san Giovanni Maria Vianney, conosciuto semplicemente come “santo curato d'Ars”, che fu ispiratore dell'Istituto del Prado, associazione sacerdotale internazionale che ebbe incarico della parrocchia nei suoi primi decenni di vita.
La chiesa è sede parrocchiale, eretta il 26 luglio 1963 con il decreto del cardinale vicario Clemente Micara Quo efficacius, affidata dapprima all'Istituto del Prado, poi, dal 1974, al clero della diocesi di Treviso, ed infine, dal 1999, ai preti della diocesi di Roma. Il 27 febbraio 1983 la chiesa ricevette la visita di papa Giovanni Paolo II. L'11 aprile 2024 la parrocchia ha ricevuto la visita di papa Francesco, che vi ha incontrato oltre 200 ragazzi del catechismo per il primo appuntamento della "Scuola in preghiera" in preparazione al giubileo del 2025. 
Nel concistoro del 18 febbraio 2012, viene istituito da papa Benedetto XVI il titolo cardinalizio di San Giovanni Maria Vianney. Da quella data il titolare è il cardinale Rainer Maria Woelki, arcivescovo metropolita di Colonia.